# Hochschule RheinMain
De Hochschule RheinMain (HS RM) is 1971 in Wiesbaden, Rüsselsheim en Geisenheim opgericht. Deze hogeschool is ontstaan uit een fusie tussen de Ingenieurschulen Idstein, Geisenheim en Rüsselsheim en de Werkkunstschule Wiesbaden. In totaal biedt de hogeschool 40 verschillende studierichtingen aan.
De hogeschool beschikt over drie vestigingen in Wiesbaden, een in Geisenheim en een in Rüsselsheim. De hogeschool heeft ongeveer 10.000 studenten (wintersemester 2010/2011) en ca. 500 werknemers. 